# Zanclopteryx aculeataria
Zanclopteryx aculeataria là một loài bướm đêm trong họ Geometridae.